# K-114
 K-114 Tuła – okręt podwodny projektu 667BDRM (NATO: Delta IV) o napędzie atomowym, przenoszący szesnaście pocisków balistycznych R-29RM (NATO: SS-N-23) klasy SLBM.

## Historia
Budowę atomowego okrętu podwodnego K-114 Tuła rozpoczęto w stoczni Siewiernoje Maszynostroitielnoje Priedprijatije (Siewmasz) w Siewierodwińsku koło Archangielska w 1984 roku i ukończono w 1987 roku. Przydzielony został do Floty Północnej. Jest czwartym z siedmiu zbudowanych okrętem projektu 667BDRM.
Od czerwca 2000 r. do kwietnia 2004 przechodził remont średni połączony z modernizacją w stoczni Zwiezdoczka.